# Pentatló modern als Jocs Olímpics d'estiu de 2016
Als Jocs Olímpics d'Estiu de 2016, realitzats a la ciutat de Rio de Janeiro (Brasil), es disputaren dues proves de pentatló modern, una en categoria masculina i una altra en categoria femenina.
Aquest esport combina proves de tir (competició de tir de 10 metres de distància), esgrima (competició d'espasa), natació (200 metres lliures), hípica (concurs de salts d'obstacles) i camp a través.
Les proves es realitzaren entre els dies 19 i 20 d'agost de 2016 al Deodoro Aquatics Centre, Deodoro Stadium i a l'Arena da Juventude.

## Medaller
| Posició | País      | Or | Plata | Bronze | Total |
| 1       | Austràlia | 1  | 0     | 0      | 1     |
| 1       | Rússia    | 1  | 0     | 0      | 1     |
| 3       | França    | 0  | 1     | 0      | 1     |
| 3       | Ucraïna   | 0  | 1     | 0      | 1     |
| 5       | Mèxic     | 0  | 0     | 1      | 1     |
| 5       | Polònia   | 0  | 0     | 1      | 1     |
| Total   | Total     | 2  | 2     | 2      | 6     |

## Resum de medalles
| Prova               | Or                     | Argent                   | Bronze                 |
| Categoria masculina | Aleksander Lesun (RUS) | Pavlo Tymoshchenko (UKR) | Ismael Hernández (MEX) |
| Categoria femenina  | Chloe Esposito (AUS)   | Élodie Clouvel (FRA)     | Oktawia Nowacka (POL)  |